# Lao Khwan (huyện)
Lao Khwan (tiếng Thái: เลาขวัญ) là một huyện (‘‘amphoe’’) ở đông bắc của tỉnh Kanchanaburi, miền trung Thái Lan.

## Lịch sử
Người Lào đã đến để lập làng mới ở Ban Ko Ban Kao. Sau đo người từ Bo Phloi cũng đến khu vực nay. Khi chính quyền chính thức thành lập thị trấn mới, họ đã đặt tên Ban Lao Khwan.
Tiểu huyện (King Amphoe) Lao Khwan đã được thành lập ngày 1 tháng 10 năm 1971, khi ba tambon 
Lao Khwan, Nong Sano and Nong Pradu được tách khỏi Phanom Thuan. Đơn vị này đã được nâng thành huyện ngày ngày 8 tháng 9 năm 1976.

## Địa lý
Các huyện giáp ranh (từ phía nam theo chiều kim đồng hồ) là Huai Krachao, Bo Phloi, Nong Prue của tỉnh Kanchanaburi, Dan Chang, Nong Ya Sai, Don Chedi và U Thong của tỉnh Suphanburi.

## Hành chính
Huyện này được chia thành 7 phó huyện (tambon), các đơn vị này lại được chia thành 82 làng (muban). Lao Khwan and Nong Fai là hai thị trấn (thesaban tambon), mỗi đơn vị nằm trên một lãnh thổ của đơn vị cùng tên (tambon. Ngoài ra có 7 Tổ chức hành chính tambon (TAO).
| Số TT | Tên           | Tên tiếng Thái | Số làng | Dân số |  |
| ----- | ------------- | -------------- | ------- | ------ |  |
| 1.    | Lao Khwan     | เลาขวัญ         | 15      | 9.333  |  |
| 2.    | Nong Sano     | หนองโสน        | 9       | 7.751  |  |
| 3.    | Nong Pradu    | หนองประดู่       | 10      | 9.066  |  |
| 4.    | Nong Pling    | หนองปลิง        | 17      | 9.305  |  |
| 5.    | Nong Nok Kaeo | หนองนกแก้ว      | 10      | 5.579  |  |
| 6.    | Thung Krabam  | ทุ่งกระบ่ำ        | 12      | 6.259  |  |
| 7.    | Nong Fai      | หนองฝ้าย        | 9       | 7.674  |  |